# America's Funniest Home Videos
America's Funniest Home Videos est une émission de télé-réalité américaine dans laquelle les téléspectateurs peuvent envoyer leurs vidéos personnelles. L'émission a débuté le 26 novembre 1989 comme une émission spéciale puis à partir du 14 janvier 1990 de manière régulière sur le réseau ABC.
Elle est basée sur un concept inauguré par l'émission japonaise Kato-chan Ken-chan Gokigen TV diffusée à partir du 11 janvier 1986 sur Tokyo Broadcasting System.

## Concept
Dans cette émission, les téléspectateurs sont sans cesse sollicités. On leur demande d'envoyer des vidéos personnelles de mauvais coups qu'ils ont faits, de leur malchance ou de la malchance de leurs pairs, ou bien tout simplement d'une scène comique.

## Présentateurs
- Bob Saget (1989–1997; invité, 2009)
- John Fugelsang et Daisy Fuentes (1998–1999)
- Tom Bergeron (2001–2015)
- Alfonso Ribeiro (2015- présent)[1]